# Liv i Sverige
Liv i Sverige är en svensk förening som vill främja det självbiografiska berättandet i tal och i skrift. Föreningen grundades 1982 av bland andra författaren Göran Palm och hade 2020 cirka 750 medlemmar. Mottot lyder: "Varje liv är värt att skildra." Ordförande är sedan 2010 journalisten och författaren Ingrid Sjökvist.

## Verksamhet
Liv i Sverige är inget bokförlag men har bidragit till att mer än 160 självbiografiska böcker, varav ett 20-tal antologier, har givits ut. Verksamheten i övrigt består av litterär rådgivning, skrivarkurser, lektörsläsning av inskickade manus samt berättarkaféer. Bland de författare föreningen hjälpt till utgivning finns Bo Jonasson, Pelle Olsson, Ulla Englsperger, Lotta Thell och Hans Möller.

## Trampcykelpriset
Liv i Sverige delar ut Trampcykelpriset.

### Mottagare
- 1995 – Britt Söderholm, hederspris till Göran Palm
- 1996 – Ulf Ärnström
- 1997 – Erik Ransemar
- 1998 – Karin Stensson
- 1999 – Yngve Ryd
- 2000 – Eva Dahlström
- 2001 – läsarnas egna berättelser i Hemmets Journal
- 2002 – Ann-Katrin Tideström
- 2003 – radioprogrammet Karlavagnen i P4
- 2004 – Per Gustavsson
- 2005 – Bertil Söderström
- 2006 – Monika Moberg
- 2007 – Göran Lundin
- 2008 – Jenny Eklund
- 2009 – Bernt-Olov Andersson
- 2010 – Charlotte Pauli
- 2011 – Kurt-Göran Öberg
- 2012 – Rose-Marie Lindfors
- 2013 – Torgny Karnstedt
- 2014 – Gunilla Lundgren
- 2015 – Robert Nyberg
- 2016 – Bengt af Klintberg
- 2017 – Helmi Jönestam
- 2018 – Ulf Palmenfelt
- 2019 – Tom Alandh
- 2020 – Ulla Englsperger
- 2022 – Ola Hemström
- 2024 – Agneta Json Granemalm[2]